# Sky Captain and the World of Tomorrow
Sky Captain and the World of Tomorrow er en amerikansk eventyrsfilm fra 2004. Filmen var instruktør Kerry Conran's debut som filminstruktør. Filmens budget lød på hele 70 millioner dollars, men filmen indbragte kun 57.7 millioner dollars. 
I rollen som "Sky Captain" finder man den anerkendte skuespiller, Jude Law.

## Eksterne Henvisninger
- Sky Captain and the World of Tomorrow på Internet Movie Database (engelsk)
- Sky Captain and the World of Tomorrow på Filmdatabasen
- Sky Captain and the World of Tomorrow på Scope
- Sky Captain and the World of Tomorrow i Svensk Filmdatabas (svensk)
- Sky Captain and the World of Tomorrow på AlloCiné (fransk)
- Sky Captain and the World of Tomorrow på MovieMeter (nederlandsk)
- Sky Captain and the World of Tomorrow på AllMovie (engelsk)
- Sky Captain and the World of Tomorrow hos American Film Institute (engelsk)
- Sky Captain and the World of Tomorrow på Turner Classic Movies (engelsk)
- Sky Captain and the World of Tomorrow på The Movie Database (engelsk)